# Orgullo de San Diego

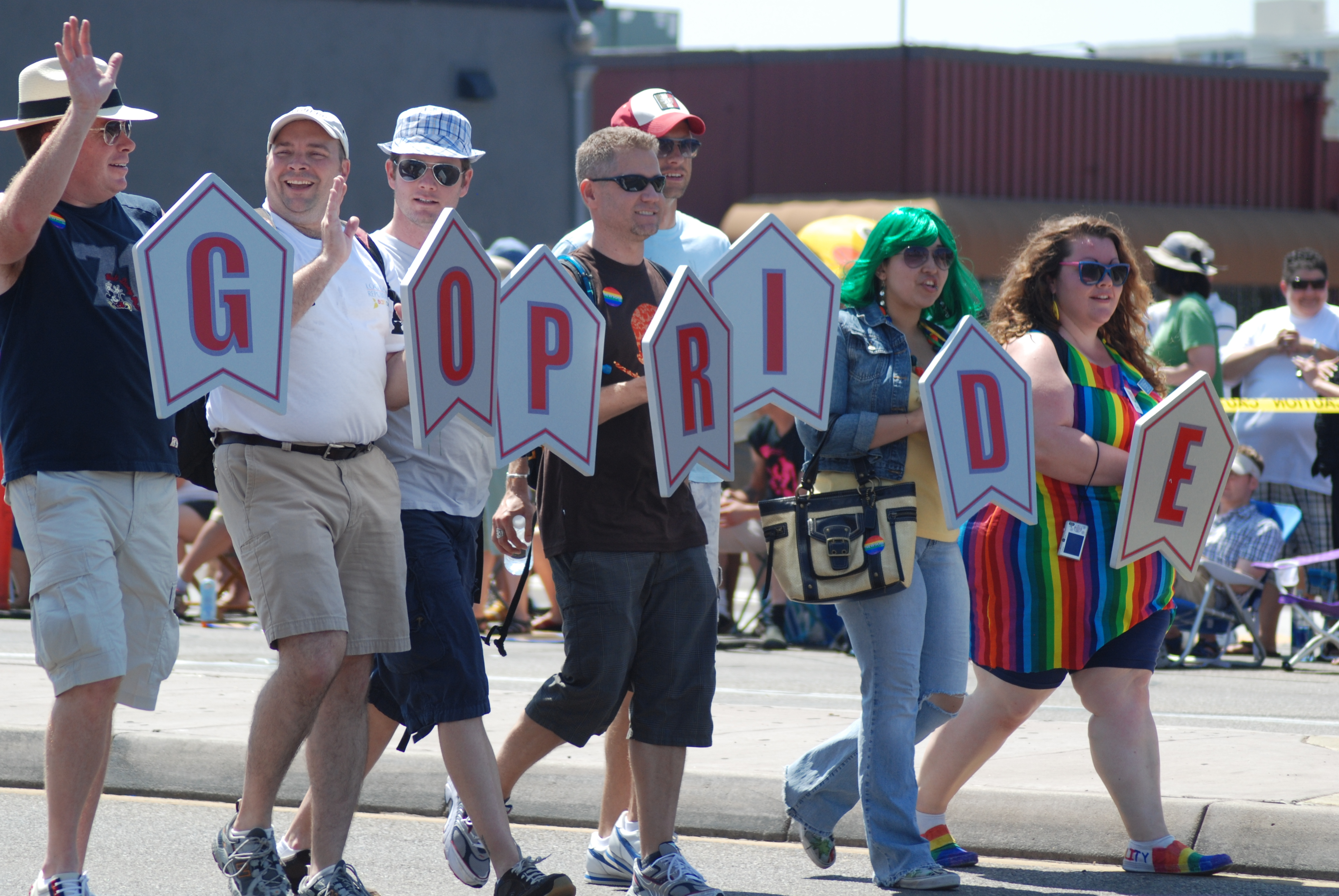
Participantes de la Marcha del Orgullo LGBT de 2009.

El Orgullo de San Diego (en inglés: San Diego Pride) es una organización sin fines de lucro domiciliada en la ciudad de San Diego, California, que organiza decenas de eventos cada año centrados en la comunidad LGBT, incluida una celebración anual en conmemoración del Orgullo LGBT de una semana de duración cada mes de julio.
La Semana del Orgullo incluye una Marcha del Orgullo que se realiza durante un sábado, precedida por una fiesta y una manifestación en el barrio de Hillcrest la noche anterior, y seguida de un festival de dos días de duración que se desarrolla en el Parque Balboa. La Semana del Orgullo es considerada uno de los eventos cívicos más grandes de la ciudad de San Diego. La marcha cuenta cada año con más de 300 carrozas y grupos participantes y es vista por una multitud de más de 250 000 personas.

## Misión y visión
La organización describe su misión como el "fomentar el orgullo, la igualdad y el respeto para todas las comunidades de lesbianas, gais, bisexuales y transgénero a nivel local, nacional y global" y su visión como el lograr "un mundo libre de prejuicios y prejuicios".

## Historia
En 1970, la comunidad gay y lésbica de San Diego organizaba eventos dedicados a la comunidad en que se compartía comida, se formaban grupos comunitarios y se planificaban otras reuniones. Una línea directa comunitaria fue el catalizador para la organización y recaudación de fondos para la creación en 1973 de un Centro de Servicios Sociales en una casa ubicada el número 2250 de la Calle B. El Centro se convirtió en un foco social y político para la comunidad gay y con el tiempo pasó a llamarse el Centro Comunitario LGBT de San Diego.
En junio de 1974, el Centro organizó un evento del Orgullo LGBT que incluyó una venta de garaje y una cena en el Centro, así como una marcha informal hasta el Parque Balboa y luego de regreso. Los manifestantes tuvieron que caminar por la acera, ya que no tenían permiso para marchar por las calles. En 1975, la comunidad pudo obtener permisos para una manifestación y una marcha que reunió a 400 personas. La marcha se ha celebrado casi todos los años desde entonces, a pesar de que durante sus primeros años sufrió problemas organizativos y financieros, que finalmente se resolvieron en 1989 con la formación de una organización permanente del Orgullo con gestión profesional.
La edición de la marcha de 1987 fue histórica debido a la participación de la alcaldesa Maureen O'Connor, quien se convirtió en la primera alcaldesa de San Diego en participar en una marcha del orgullo, así como una de las primeras del país.

### Década de 1990
En 1991, el evento se trasladó de junio a julio. En 1993, la marcha se trasladó a su ruta actual desde Hillcrest a lo largo de avenida University y la sexta hasta el Parque Balboa.
San Diego Pride se registró de forma oficial en 1994.  Ese mismo año, el exalcalde de la ciudad y presentador de televisión Roger Hedgecock organizó un grupo de contramanifestantes que se autodenominaron como "la gente normal". El grupo solicitó participar en marcha del orgullo para expresar su “desacuerdo político con la agenda homosexual”. Cuando los organizadores de la marcha los rechazaron, Hedgecock presentó una demanda, argumentando que su exclusión violaba la "Ordenanza de Dignidad Humana" de San Diego. El Tribunal Superior rechazó su reclamo, argumentando que su derecho a marchar no estaba protegido por la ordenanza, ya que el marcha era un evento privado y el mensaje de la agrupación tenía como objetivo interferir con el evento.

### Década de 2000

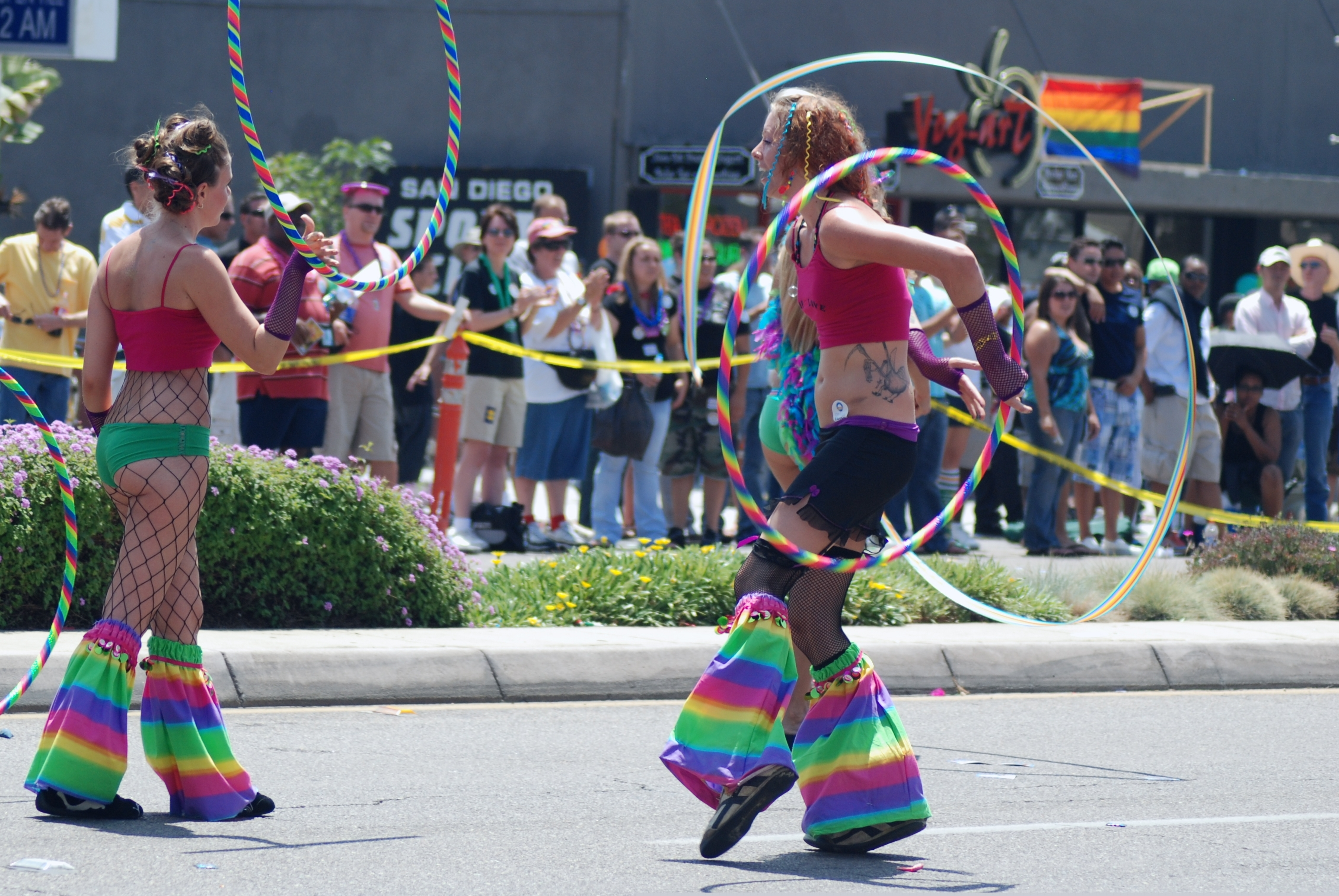
Artistas en el marcha de 2008.

El tema del Orgullo de San Diego de 2001 fue "La diversidad crea comunidad" y presentó el primer programa oficial del Orgullo impreso en inglés y español. 

### Década de 2010
En 2011, varios cientos de miembros del servicio militar activo y retirado marcharon en el desfile, anticipándose a la inminente eliminación de la regla "No preguntes, no digas" para el personal militar estadounidense. No vestían uniformes militares, sino camisetas con el nombre de su rama de servicio.  Esta fue la primera vez que personal militar estadounidense en servicio activo desfiló públicamente en un desfile del orgullo gay. 

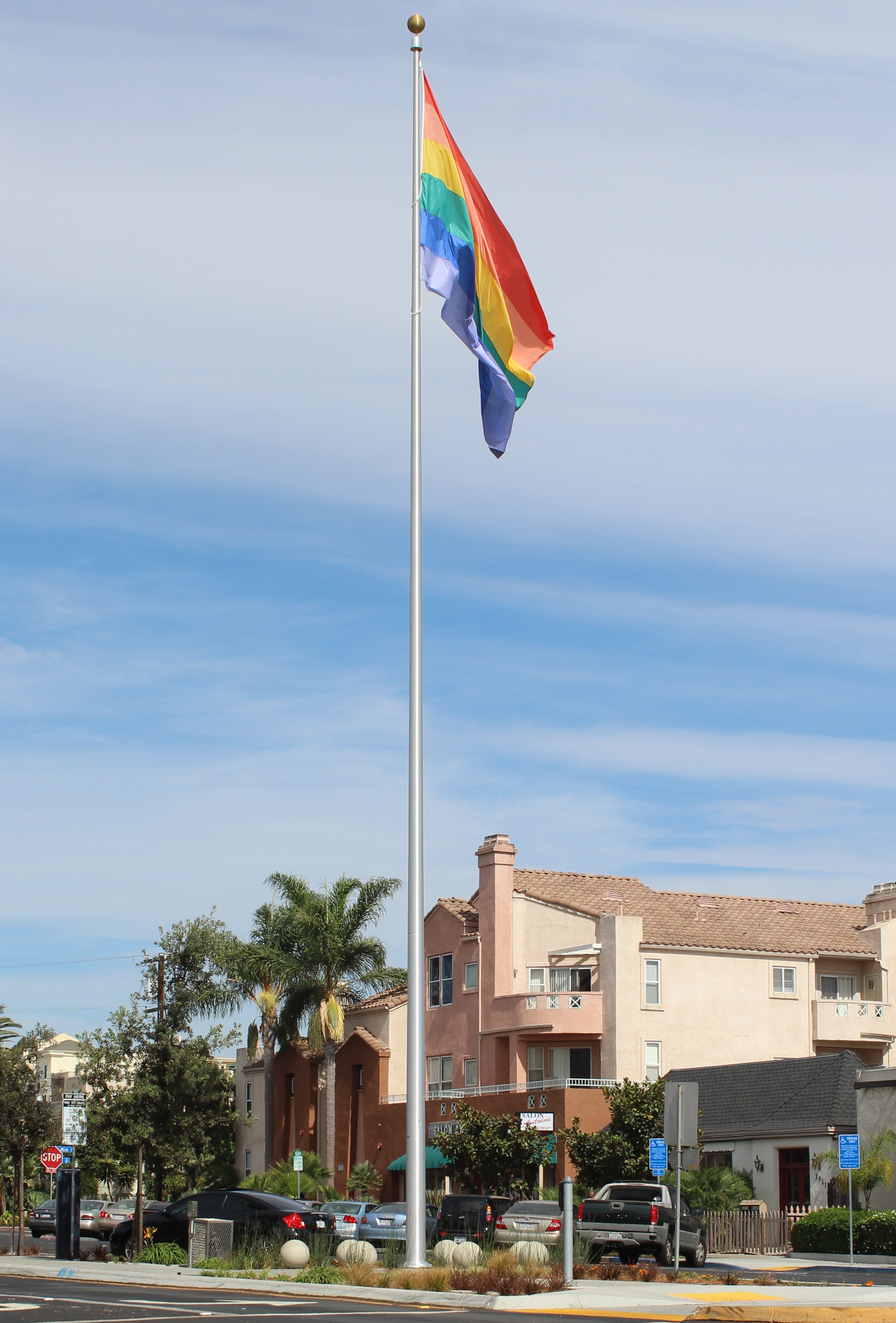
La bandera del Orgullo LGBT de Hillcrest, erigida en 2012.

En 2012, el Departamento de Defensa de EE. UU. otorgó permiso para que el personal militar usara sus uniformes mientras participaba en el Marcha del Orgullo de San Diego. Esta fue la primera vez que al personal militar de los Estados Unidos se le permitió usar sus uniformes de servicio en un desfile de este tipo. El comando local de la Marina ya había aprobado el uso de uniformes de la Marina, pero el DOD decidió añadir su sello oficial de aprobación "ya que el evento ha atraído la atención de los medios nacionales". El Departamento de Defensa destacó que se trataba de una aprobación única y se aplicaba únicamente a esta marcha en particular, basándose en su determinación de que el evento era un evento cívico apolítico. Por lo general, a los miembros militares se les permite participar en marchas que no sean políticas y que tengan una naturaleza patriótica, pero necesitan un permiso específico para usar sus uniformes en dichos eventos. Dos congresistas republicanos objetaron la decisión, afirmando que el desfile era de naturaleza política, pero los organizadores dijeron que no era político, señalando que los dos candidatos a la alcaldía de San Diego marcharon en el desfile, a pesar de que uno es un republicano conservador y el otro es un demócrata liberal.
También en 2012, el desfile comenzó en la Calle Harvey Milk, primera calle del país en ser nombrada en honor deel ícono de los derechos civiles LGBT Harvey Milk,  y pasó por una nueva y enorme bandera arcoíris, que se izó por primera vez el 20 julio de ese año, para dar inicio al festival del orgullo. Tanto el cambio de nombre de la calle como la bandera fueron aprobados por unanimidad por el Ayuntamiento en mayo.
El festival de 2013 contó con una capilla para bodas al aire libre (las parejas organizaron sus propias ceremonias) para celebrar la revocación de la Proposición 8 de California el mes anterior. Los grandes mariscales fueron La Toya Jackson y George Takei. 

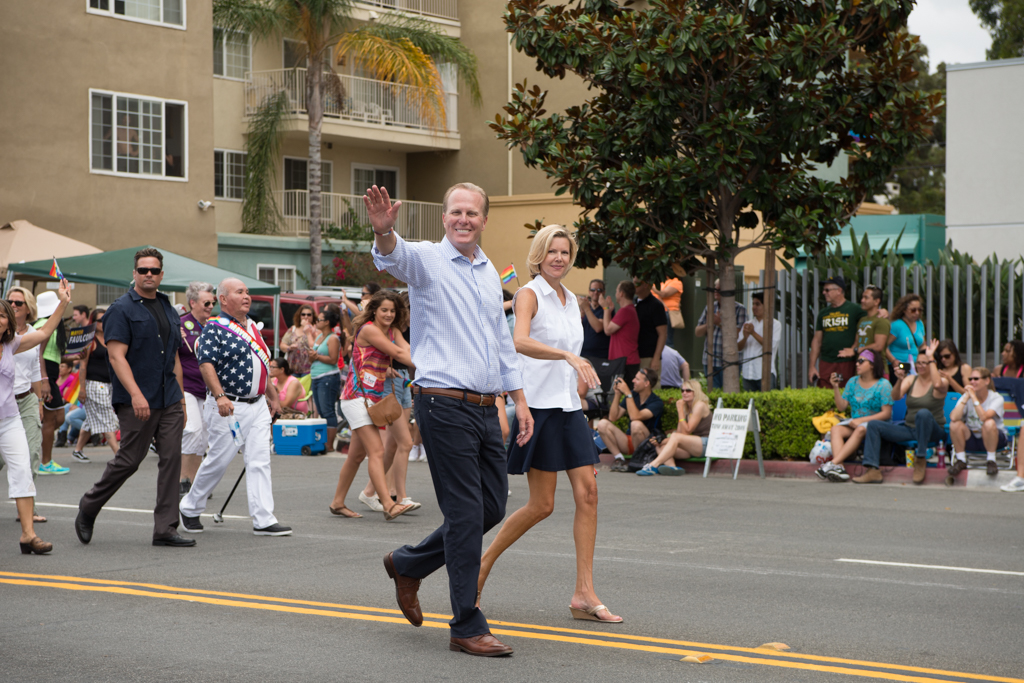
El alcalde de San Diego, Kevin Faulconer, durante la marcha de 2014.

En 2016, la organización fue objeto de controversia luego de que algunos miembros de la comunidad dieran a conocer su descontento con las acciones de la organización y exigieron transparencia. Producto de ello, se despidió al director ejecutivo, Stephen Whitburn, excandidato al concejo municipal de San Diego. Posteriormente se formó un grupo llamado Salvemos al Orgullo de San Diego (en inglés: Save SD Pride) como respuesta a la percepción de falta de transparencia. En diciembre de 2016, los grupos llegaron a un acuerdo para reformar la organización agregando un consejo asesor, además de consolidarse en un solo grupo para centrarse en el evento de 2017. 

### Década de 2020
En 2020, la marcha se volvió virtual debido al impacto de la pandemia de COVID-19. Los trabajadores esenciales fueron declarados "grandes mariscales de la comunidad". Artistas como Adam Lambert, GiGi Goode y Margaret Cho compartieron mensajes de apoyo al evento.

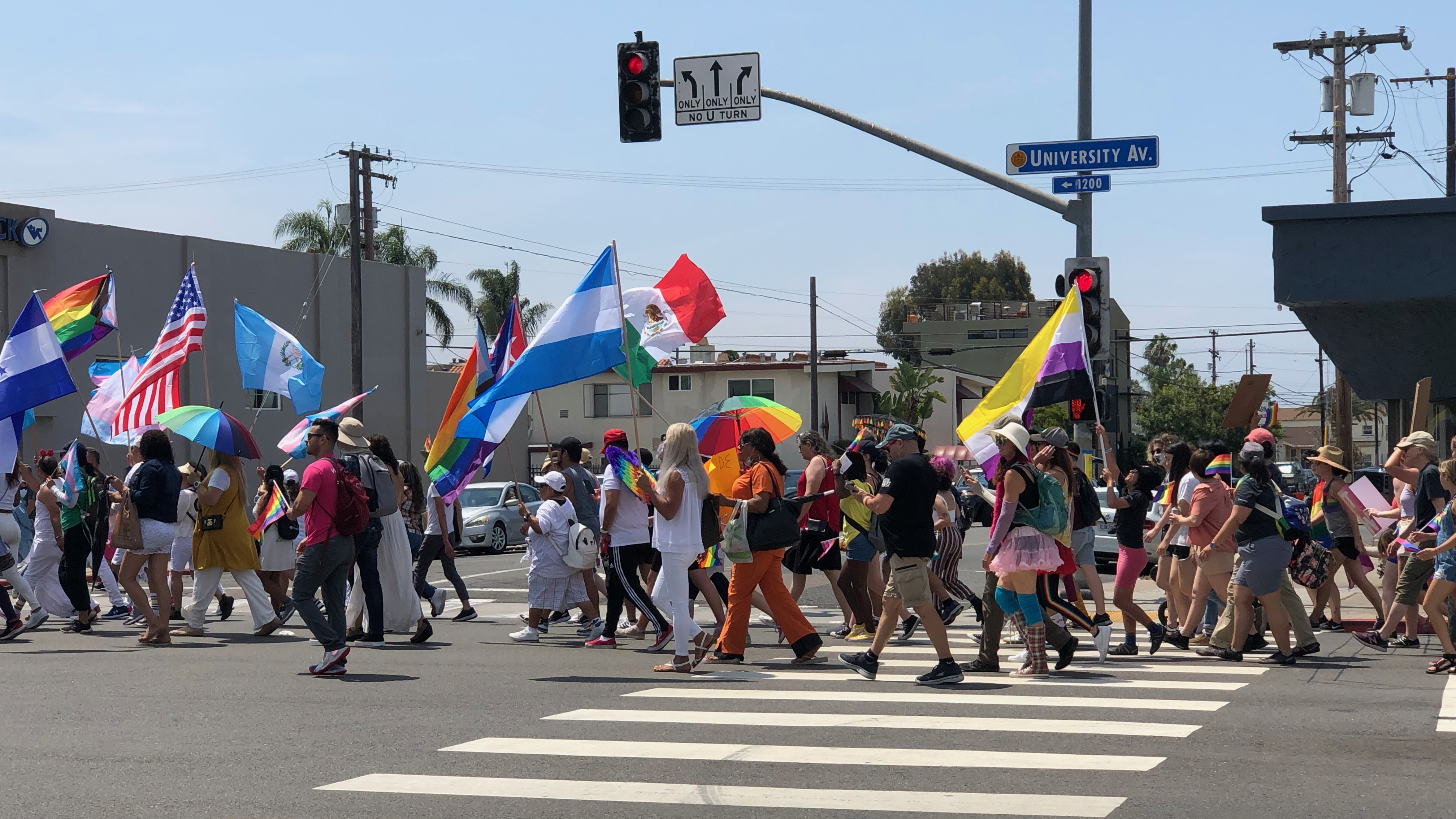
Participantes de la Marcha Comunitaria Resiliente de 2021.

En 2021, el Orgullo de San Diego se desarrolló sin la marcha y festival habituales. En lugar del desfile, se llevó a cabo una "Marcha Comunitaria Resiliente" desde el Parque Balboa hasta la bandera del Orgullo LGBT ubicada en Hillcrest, con una asistencia estimada de al menos 10 000 personas.
En julio de 2022 regresaron los eventos del Orgullo a gran escala, incluido el She Fest, la marcha y el festival de dos días. La marcha de ese año alcanzó una asistencia de alrededor de 250 000 personas, entre manifestantes y espectadores. Al año siguiente, la marcha y el festival alcanzaron cerca de 300 000 participantes.